# Saint-Martin-aux-Chartrains
Saint-Martin-aux-Chartrains è un comune francese di 418 abitanti situato nel dipartimento del Calvados nella regione della Normandia.

## Società

### Evoluzione demografica
Abitanti censiti